# میخائیل کالینین
میخائیل ایوانوویچ کالینین (به روسی: Михаи́л Ива́нович Кали́нин؛ ۱۹ نوامبر [سبک قدیمی: ۷ نوامبر] ۱۸۷۵ – ۳ ژوئن ۱۹۴۶)؛ از انقلابی‌های بلشویک و سیاست‌مداران حکومت اتحاد جماهیر شوروی سوسیالیستی بود. وی از ۱۹۳۸ تا ۱۹۴۶ میلادی اسماً رئیس دولت (رئیس شورای عالی) بود، اما سررشته تصمیم‌گیری‌ها و رهبری در دست ژوزف استالین بود.

## اوایل زندگی
اودر خانواده‌ای دهقانی در روستای ورخنیایا ترویتسا در روسیه به دنیا آمد. او بردار بزرگتر فدور کالینین بود.
در سال ۱۸۸۹ به تحصیل در مدرسه‌ای محلی پایان داد و شروع به کشاورزی کرد. در سال ۱۸۹۵ به سن پترزبورگ نقل مکان کرد و به عنوان کارگر استخدام شد. او همچنین به عنوان پیشخدمت و کارگر راه‌آهن در تفلیس کار کرد و در آنجا با سرگئی آلولیوف، پدر زن دوم لنین، آشنا شد.
در سال ۱۹۰۶ میلادی با زنی یهودی اهل استونی به نام اِکاترینا لوربرگ کالینینا ازدواج کرد.

## انقلاب روسیه
کالینین به کمیته بلشویک سن پترزبورگ پیوست و شروع به فعالیت در روزنامه پراودا، که در آن زمان روزنامه رسمی حزب کمونیست اتحاد شوروی بود، کرد.
در آوریل سال ۱۹۱۷ میلادی او و بسیاری دیگر از بلشویک‌ها با همراهی بخش منشویک حزب سوسیال دموکرات کارگری روسیه طرفدار پشتیبانی مشروط از دولت موقت بودند. موضع‌گیری‌ای که با مواضع لنین در تضاد بود. او مخالف سرسخت قیام مسلحانه برای براندازی رژیم الکساندر کرنسکی بود.
او در انتخاباتی که در پاییز سال ۱۹۱۷ میلادی در پارلمان دوما برگزار شد به عنوان شهردار سن پترزبورگ انتخاب شد. او درهنگام و پس از انقلاب اکتبر در این سمت قرار داشت.
در سال ۱۹۱۹ به عنوان عضوی در کمیته مرکزی حزب کمونیست اتحاد شوروی و پلیتبوروی کمیته مرکزی حزب کمونیست اتحاد شوروی انتخاب شد. او تا زمان مرگ عضو پلیتبوروی باقی ماند. پس از مرگ یاکوف اسوردلوف در مارس ۱۹۱۹ میلادی کالینین به عنوان جانشین او انتخاب شد و به مقام ریاست کمیته مرکزی اجرایی شوروی‌ها رسید و تا زمان بازنشستگی‌اش در پایان جنگ‌جهانی‌دوم در این سمت قرار داشت.
در ۱۹۲۰ میلادی در کنگره دوم کمینترن حضور پیدا کرد.

## مرگ
او در سال ۱۹۴۶ میلادی بازنشسته شد و در ۳ ژوئن همان سال در شهر مسکو در اثر بیماری سرطان درگذشت. پیکر او در آرامگاه دیوار کرملین به خاک سپرده‌شد. سه شهر تور، کورولیوف و کونیگسبرگ به نام او نامگذاری شدند اما نام آن‌ها پس از فروپاشی اتحاد جماهیر شوروی تغییر پیدا کرد. تنها شهر کالینینگراد هنوز نام او را دارد. خیابان و میدانی در شهر مینسک در بلاروس و خیابانی نیز در شهر دنیپرو در اوکراین به نام او نامگذاری شده‌اند.